# Молодіжне сільське поселення (Комсомольський район)
Молоді́жне сільське поселення (рос. Молодёжное сельское поселение) — сільське поселення у складі Комсомольського району Хабаровського краю Росії.
Адміністративний центр та єдиний населений пункт — селище Молодіжний.

## Населення
Населення сільського поселення становить 1252 особи (2019; 1422 у 2010, 1531 у 2002).